# Kuutti Lavonen
Pour les articles homonymes, voir Lavonen.
Kuutti Lavonen, né le 7 février 1960 à Kotka en Finlande, est un peintre, photographe, graphiste, graveur et poète finlandais, qui a travaillé en tant que professeur à l'Académie des beaux-arts d'Helsinki.

## Biographie
Kuutti Lavonen est né en 1960 à Kotka.
Il a étudié au lycée franco-finlandais d'Helsinki, à l'Institut des arts décoratifs (it) à Urbino en Italie en 1978-1979 et à l'académie des beaux-arts en Finlande de 1980 à 1984.
Il a vécu à Paris de 1990 à 1993. Il dessine des visages à la pierre noire, peu colorée avec pastel.
Il a été professeur à l'Académie des beaux-arts d'Helsinki.
En 2005, quelques-uns de ses poèmes sont publiés dans un recueil de poésie, Havahtumisia.

## Œuvres

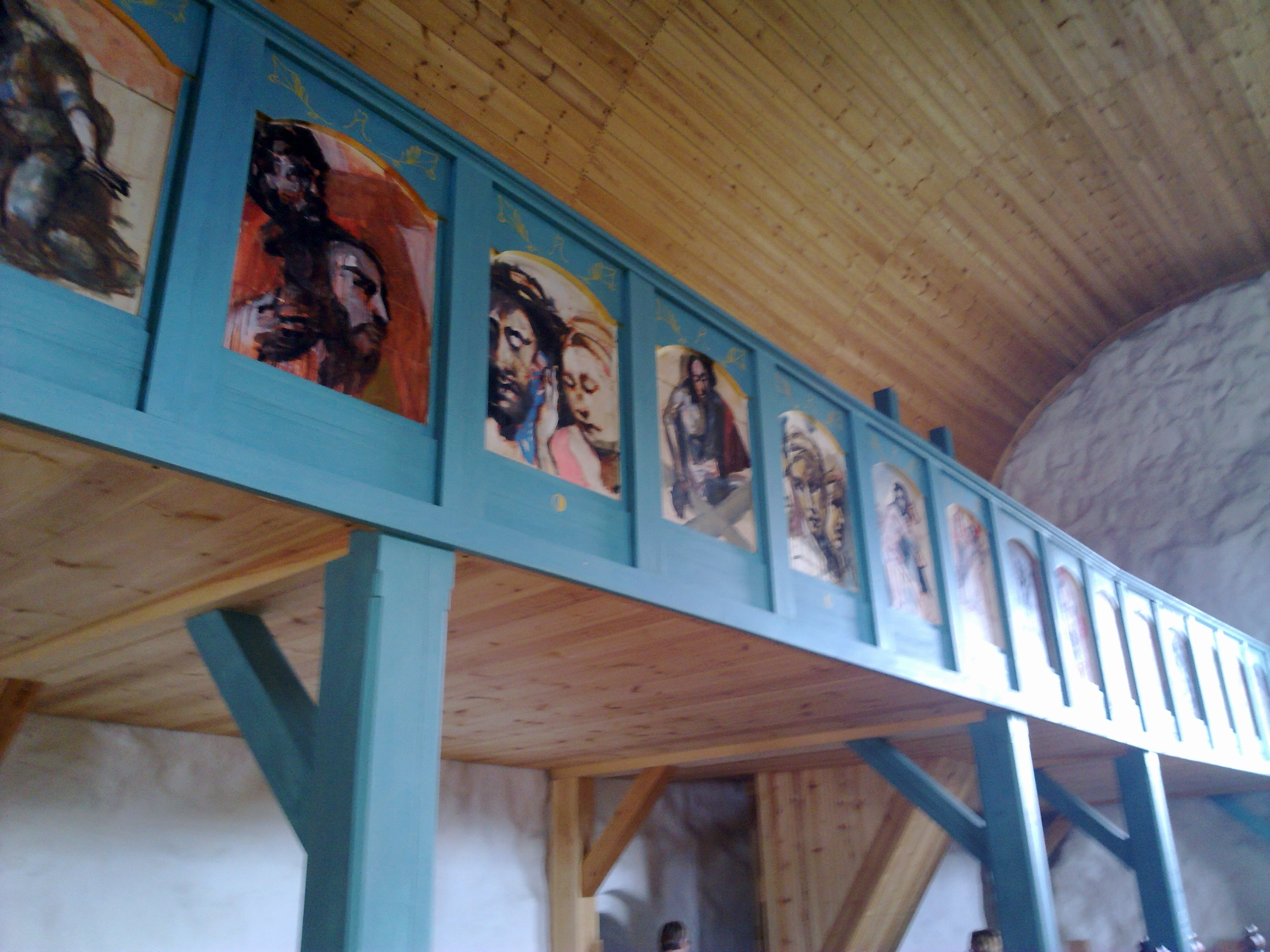
Une série de peintures de Kuutti Lavonen dans l'église Saint-Olaf à Sastamala.

Avec Osmo Rauhala (fi), il a peint l'intérieur de l'église Saint-Olaf à Tyrvää en Finlande, après qu'elle a été incendiée par un pyromane,.
Certaines parmi ses oeuvres sont exposées au musée d'Art moderne Kunts de Vaasa.

## Publications
- (fi) Havahtumisia (collectif), Helsinki, Kirjapaja, 2005 (ISBN 978-951-607-148-3)
- (fi + fr) Aamun hauraat kädet – Les Mains fragiles de l’Aurore, Salo, Publications du musée des beaux-arts, 2008, 51 p. (ISBN 978-952-99735-8-3)
- (fi) Kuutti Lavonen, Osmo Rauhala et Pirjo Silveri, Tyrvään Pyhän Olavin kirkko – Sata ja yksi kuvaa, Helsinki, Kirjapaja, 2010

## Récompenses
- Prix Finlande, 2004
- Kirkon kulttuuripalkinto, 2009
- Médaille Pro Finlandia